# كامامبير (فرنسا)
كَمَمْبَير أو (نقحرة: كامامبير) هي بلدية في مقاطعة أورني في شمال غرب فرنسا. إنه المكان الذي نشأت فيه جبن الكَمَمبير.

## نبذة
أُطلق على كممبير لقب «أكبر قرية صغيرة في فرنسا». لأن مساحة البلديه نفسها لا تتناسب مع مركز القرية الذي يتكون من متحف الجبن، مبنى البلدية، وكنيسة سانت آن، وفيرمي (متحف)، (المنزل الذي عاشت فيه ماري هاريل، مبتكر جبن الكاممبير) و 3 منازل صغيرة. تنتشر بقية البلدية على 10كيلومتر مربع.

## تاريخ
تعرف القرية بالتطوير المبكر لجبن الكاممبير من قبل ماري في عام 1791.

## روابط خارجية
- كاممبيرت